# Puylaroque
Puylaroque est une commune française située dans le nord-est du département de Tarn-et-Garonne, en région Occitanie.
Sur le plan géologique, historique et culturel, la commune est dans le causse de Caylus, au sud du causse de Limogne, occupant une situation de carrefour à la limite du Quercy et du Rouergue.
Exposée à un climat océanique altéré, elle est drainée par la Lère, le Candé, le ruisseau de Sietges, le ruisseau de Tourtourel et par divers autres petits cours d'eau. La commune possède un patrimoine naturel remarquable : un site Natura 2000 (le « causse de Gaussou et sites proches »), un espace protégé (« géoparc des causses du Quercy ») et cinq zones naturelles d'intérêt écologique, faunistique et floristique.
Puylaroque est une commune rurale qui compte 698 habitants en 2022, après avoir connu un pic de population de 2 433 habitants en 1846.  Elle fait partie de l'aire d'attraction de Montauban. Ses habitants sont appelés les Puylaroquains ou  Puylaroquaines.

## Géographie

### Localisation
Puylaroque est un village situé dans le Quercy, en limite du Lot sur la Lère.

### Communes limitrophes
Les communes limitrophes sont  Belfort-du-Quercy, Belmont-Sainte-Foi, Caylus, Cayriech, Labastide-de-Penne, Lapenche, Lavaurette, Mouillac, Saint-Georges et Vaylats.
| Labastide-de-Penne      | Belmont-Sainte-Foi (Lot) | Vaylats (Lot), Mouillac |
| Belfort-du-Quercy (Lot) | Puylaroque               | Caylus                  |
| Lapenche, Cayriech      | Saint-Georges            | Lavaurette              |

### Géologie
Le territoire de Puylaroque est à cheval sur deux formations géologiques distinctes : le Quercy Blanc, caractérisé par des calcaires meubles d'origine tertiaire, et le causse, caractérisé par des calcaires beaucoup plus anciens d'origine jurassique (ère secondaire). De par cette différence de sous-sol, on distingue deux formations végétales :
1. Le Quercy Blanc, où l'on note la présence d'espèces végétales particulières telles que le robinier (Robinia pseudoacacia) ou le peuplier (Populus sp.).
2. Le causse de Limogne, est, quant à lui, caractérisé par des formations végétales beaucoup moins exigeantes en eau. On peut trouver le chêne pubescent (Quercus pubescens), le genévrier (Juniperus sp.) ou le noyer commun (Juglans regia L.).

### Hydrographie

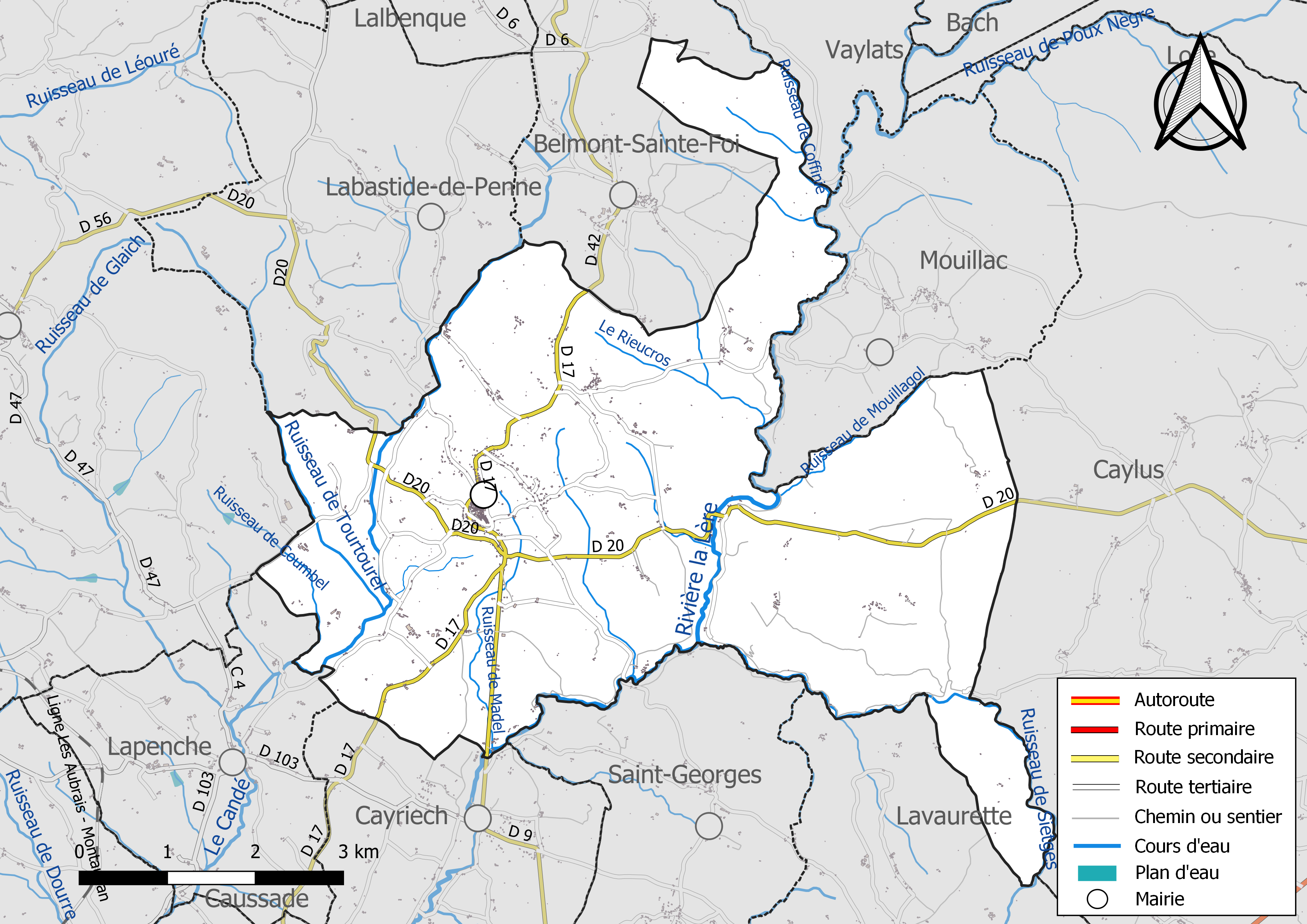
Réseaux hydrographique et routier de Puylaroque.

La commune est dans le bassin versant de la Garonne, au sein du bassin hydrographique Adour-Garonne. Elle est drainée par la Lère, le Candé, le ruisseau de Sietges, le ruisseau de Tourtourel, le Rieucros, le ruisseau de Coffinié, le ruisseau de Coumbel, le ruisseau de Madel, le ruisseau de Mouillagol, le ruisseau de Salepeyssou, le ruisseau des Frayssinades et par divers petits cours d'eau, constituant un réseau hydrographique de 38 km de longueur totale,.
La Lère, d'une longueur totale de 45,1 km, prend sa source dans la commune de Saillac et s'écoule du nord-est au sud-ouest. Elle traverse la commune et se jette dans l'Aveyron à Albias, après avoir traversé 14 communes.
Le Candé, d'une longueur totale de 18,1 km, prend sa source dans la commune de Labastide-de-Penne et s'écoule du nord-est au sud-ouest. Il traverse la commune et se jette dans la rivière la Lère à Caussade, après avoir traversé 7 communes.

### Climat
Pour des articles plus généraux, voir Climat de l'Occitanie et Climat de Tarn-et-Garonne.
En 2010, le climat de la commune est de type climat du Bassin du Sud-Ouest, selon une étude du Centre national de la recherche scientifique s'appuyant sur une série de données couvrant la période 1971-2000. En 2020, Météo-France publie une typologie des climats de la France métropolitaine dans laquelle la commune est exposée à un climat océanique altéré et est dans la région climatique Aquitaine, Gascogne, caractérisée par une pluviométrie abondante au printemps, modérée en automne, un faible ensoleillement au printemps, un été chaud (19,5 °C), des vents faibles, des brouillards fréquents en automne et en hiver et des orages fréquents en été (15 à 20 jours).
Pour la période 1971-2000, la température annuelle moyenne est de 12,5 °C, avec une amplitude thermique annuelle de 15,9 °C. Le cumul annuel moyen de précipitations est de 852 mm, avec 11,4 jours de précipitations en janvier et 6,2 jours en juillet. Pour la période 1991-2020, la température moyenne annuelle observée sur la station météorologique de Météo-France la plus proche, « Caylus », sur la commune de Caylus à 13 km à vol d'oiseau, est de 13,0 °C et le cumul annuel moyen de précipitations est de 799,0 mm. 
La température maximale relevée sur cette station est de 41,7 °C, atteinte le 23 août 2023 ; la température minimale est de −14,7 °C, atteinte le 10 février 2012,,.
Les paramètres climatiques de la commune ont été estimés pour le milieu du siècle (2041-2070) selon différents scénarios d'émission de gaz à effet de serre à partir des nouvelles projections climatiques de référence DRIAS-2020. Ils sont consultables sur un site dédié publié par Météo-France en novembre 2022.

### Milieux naturels et biodiversité

#### Espaces protégés
La protection réglementaire est le mode d’intervention le plus fort pour préserver des espaces naturels remarquables et leur biodiversité associée,.
La commune est dans le périmètre du « géoparc des causses du Quercy », classé Géoparc en mai 2017 et appartenant dès lors au réseau mondial des Géoparcs, soutenu par l’UNESCO,.

#### Réseau Natura 2000

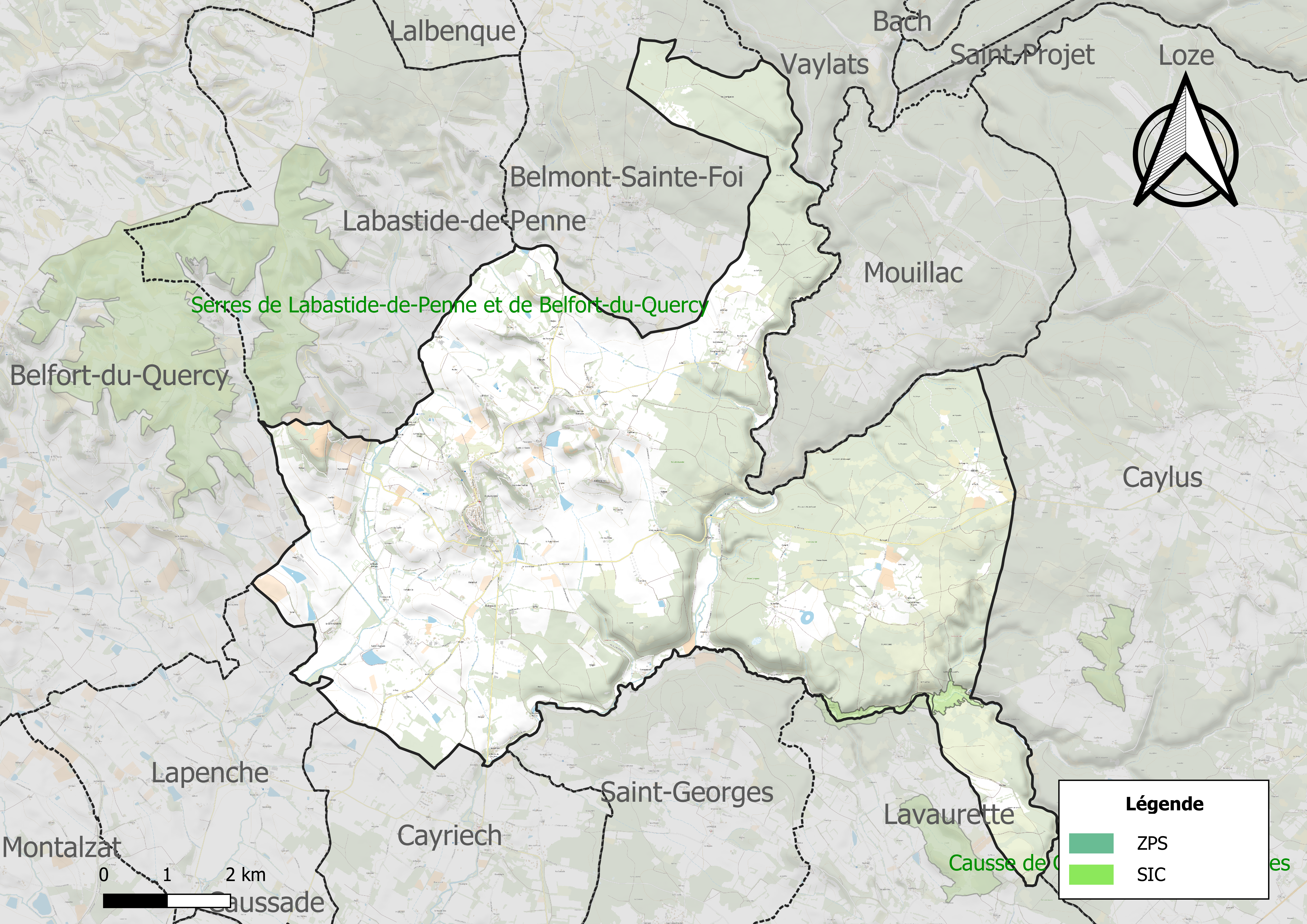
Site Natura 2000 sur le territoire communal.

Le réseau Natura 2000 est un réseau écologique européen de sites naturels d'intérêt écologique élaboré à partir des directives habitats et oiseaux, constitué de zones spéciales de conservation (ZSC) et de zones de protection spéciale (ZPS).
Un site Natura 2000 a été défini sur la commune au titre de la directive habitats : le « causse de Gaussou et sites proches », d'une superficie de 198 ha, un ensemble de petits causses sur sol karstique, argileux du bord du plateau du Quercy blanc. Il s'agit du site à orchidées le plus intéressant de Tarn-et-Garonne.

#### Zones naturelles d'intérêt écologique, faunistique et floristique
L’inventaire des zones naturelles d'intérêt écologique, faunistique et floristique (ZNIEFF) a pour objectif de réaliser une couverture des zones les plus intéressantes sur le plan écologique, essentiellement dans la perspective d’améliorer la connaissance du patrimoine naturel national et de fournir aux différents décideurs un outil d’aide à la prise en compte de l’environnement dans l’aménagement du territoire.
Quatre ZNIEFF de type 1 sont recensées sur la commune :
- les « bois d´Aubrelong, vallée de la Lère morte et vallons annexes » (1 470 ha), couvrant 8 communes dont trois dans le Lot et cinq dans le Tarn-et-Garonne[21] ;
- les « pelouses marno-calcaires du plateau de Belfort-de-Quercy et Labastide-de-Penne » (1 188 ha), couvrant 4 communes dont deux dans le Lot et deux dans le Tarn-et-Garonne[22] ;
- la « vallée de Saint Symphorien » (41 ha), couvrant 4 communes du département[23] ;
- la « vallée Sèche de Mouillagol et plateau de Ganiole » (458 ha), couvrant 3 communes du département[24] ;

et une ZNIEFF de type 2, : 
le « causse de Caylus, vallée de Sietges et haute vallée de la Lère » (8 815 ha), couvrant 13 communes dont cinq dans le Lot et huit dans le Tarn-et-Garonne.

Carte des ZNIEFF de type 1 et 2 à Puylaroque.
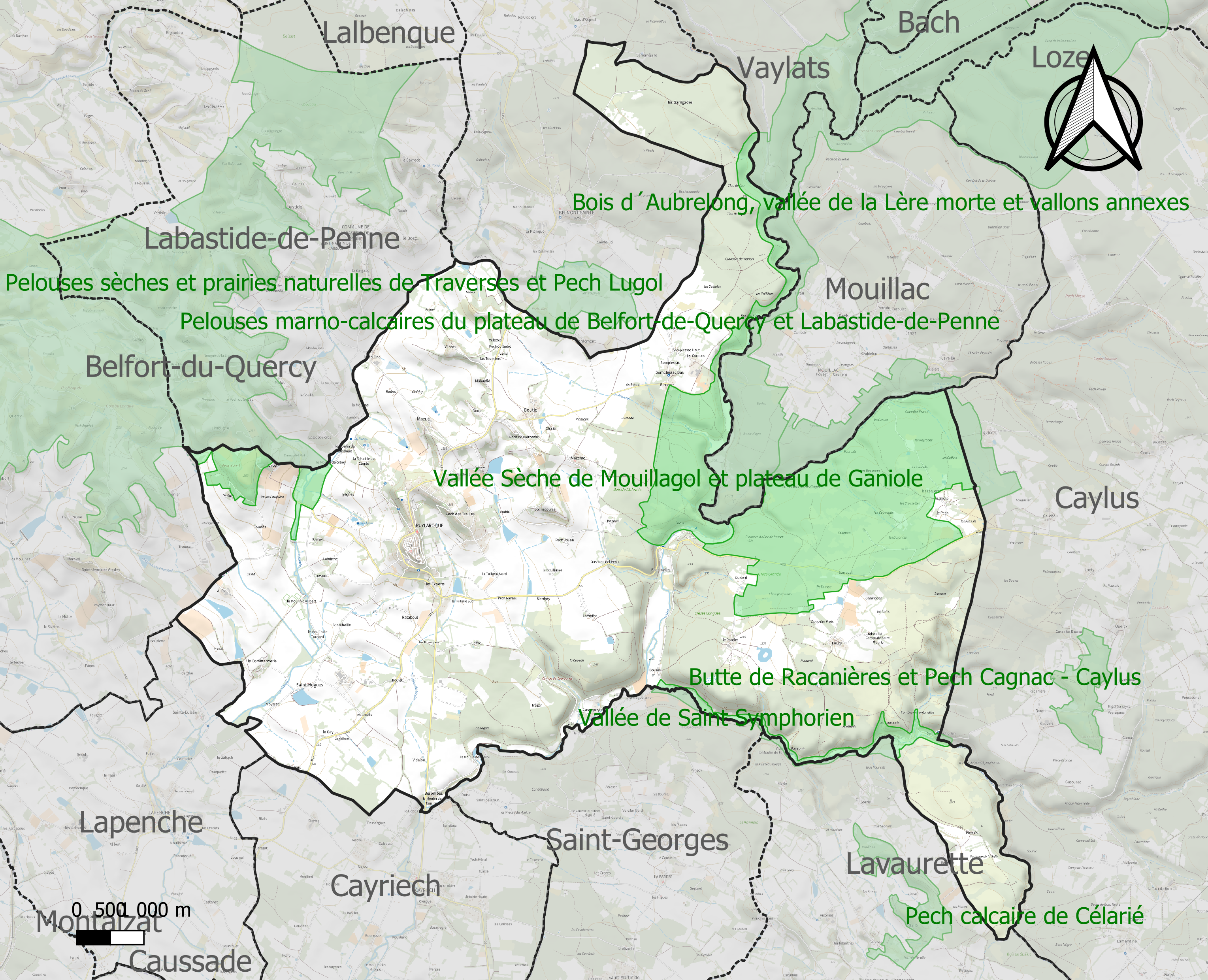
Carte des ZNIEFF de type 1 sur la commune.
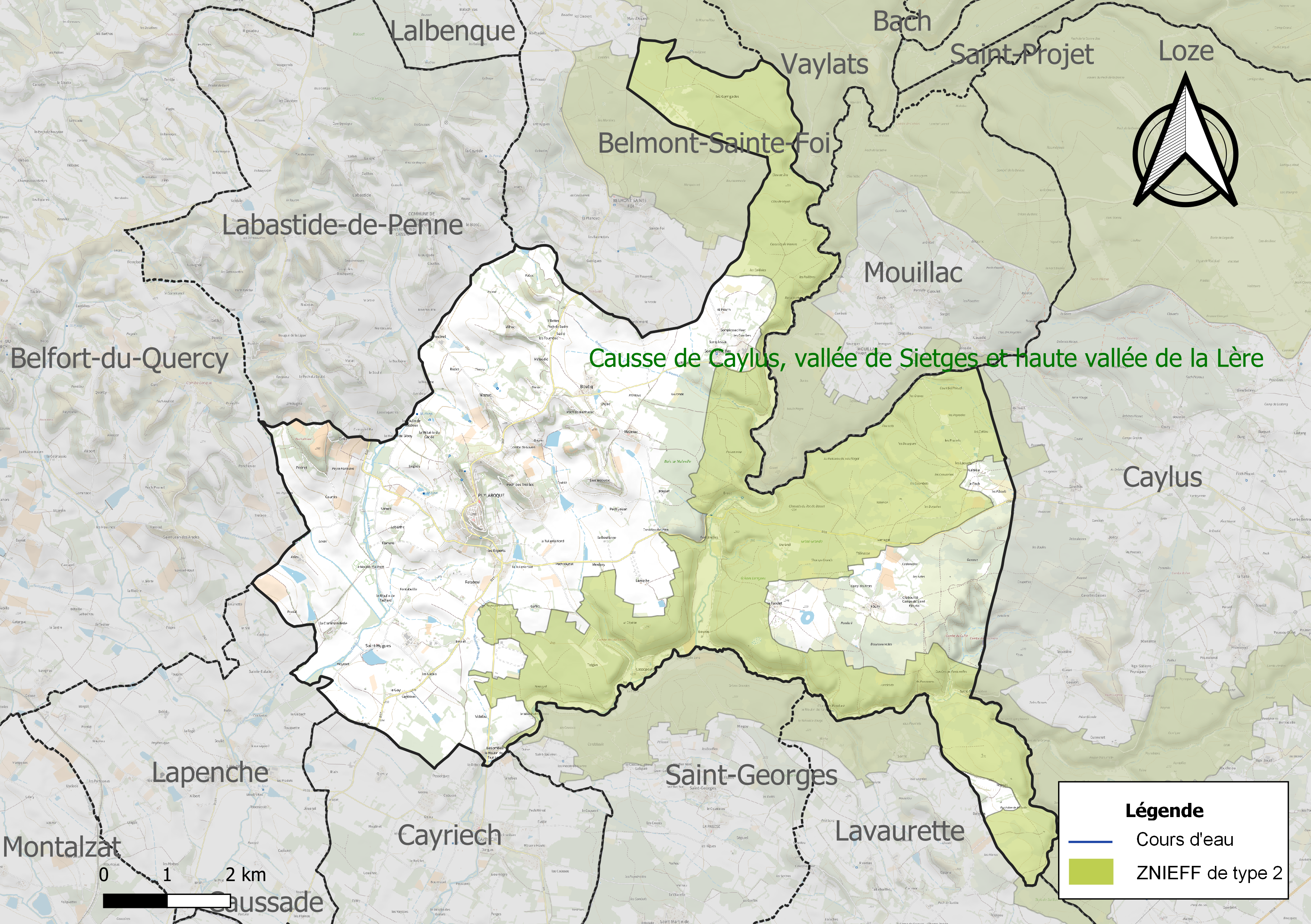
Carte de la ZNIEFF de type 2 sur la commune.

## Urbanisme

### Typologie
Au 1er janvier 2024, Puylaroque est catégorisée commune rurale à habitat dispersé, selon la nouvelle grille communale de densité à sept niveaux définie par l'Insee en 2022.
Elle est située hors unité urbaine. Par ailleurs la commune fait partie de l'aire d'attraction de Montauban, dont elle est une commune de la couronne,. Cette aire, qui regroupe 50 communes, est catégorisée dans les aires de 50 000 à moins de 200 000 habitants,.

### Occupation des sols
L'occupation des sols de la commune, telle qu'elle ressort de la base de données européenne d’occupation biophysique des sols Corine Land Cover (CLC), est marquée par l'importance des territoires agricoles (57,4 % en 2018), en diminution par rapport à 1990 (58,4 %). La répartition détaillée en 2018 est la suivante : 
forêts (31,6 %), zones agricoles hétérogènes (25,1 %), terres arables (22,6 %), prairies (9,8 %), milieux à végétation arbustive et/ou herbacée (9,7 %), zones urbanisées (1,3 %). L'évolution de l’occupation des sols de la commune et de ses infrastructures peut être observée sur les différentes représentations cartographiques du territoire : la carte de Cassini (XVIIIe siècle), la carte d'état-major (1820-1866) et les cartes ou photos aériennes de l'IGN pour la période actuelle (1950 à aujourd'hui).

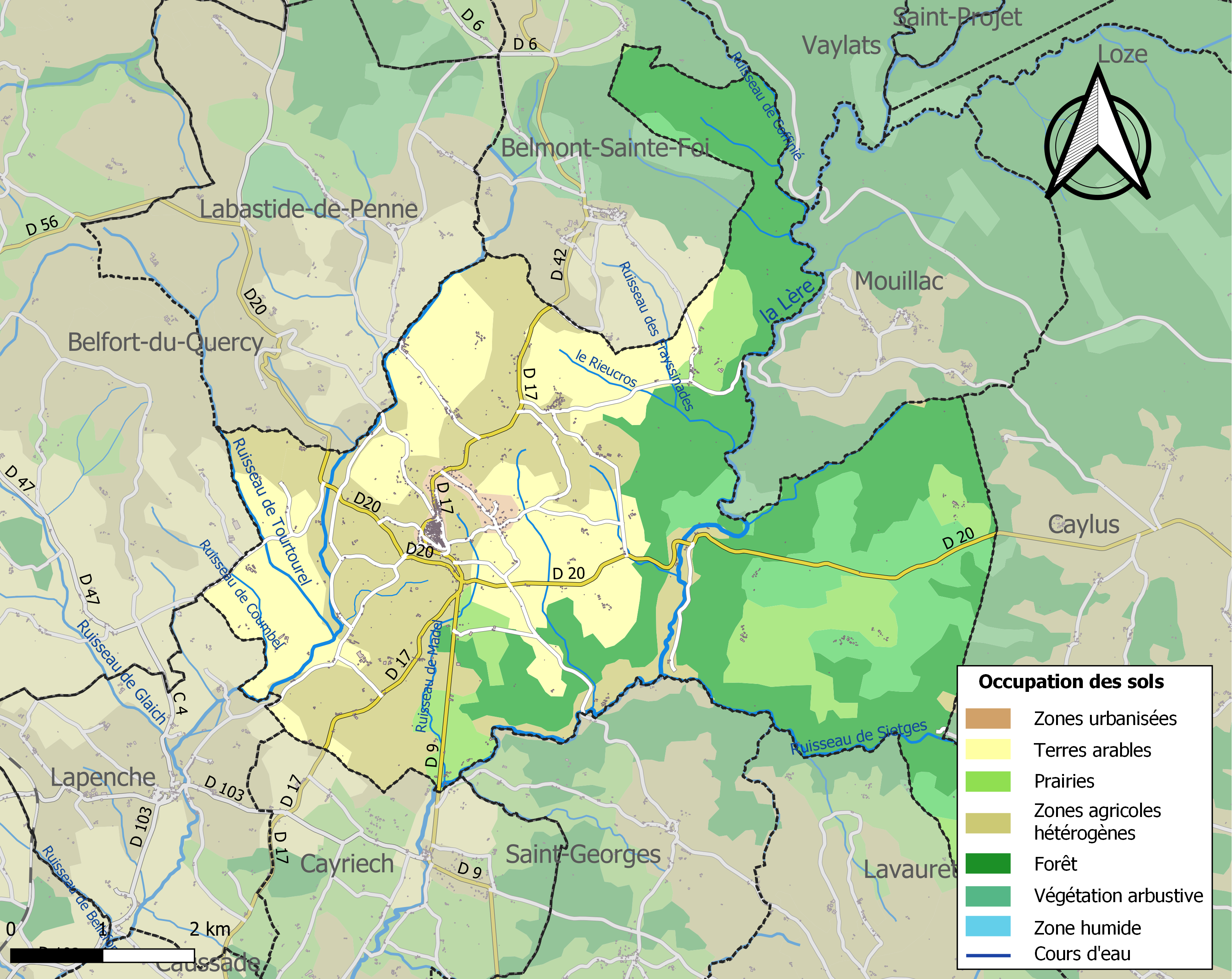
Carte des infrastructures et de l'occupation des sols de la commune en 2018 (CLC).

### Risques majeurs
Le territoire de la commune de Puylaroque est vulnérable à différents aléas naturels : météorologiques (tempête, orage, neige, grand froid, canicule ou sécheresse), inondations, feux de forêts, mouvements de terrains et séisme (sismicité très faible). Il est également exposé à un risque technologique,  le transport de matières dangereuses. Un site publié par le BRGM permet d'évaluer simplement et rapidement les risques d'un bien localisé soit par son adresse soit par le numéro de sa parcelle.

#### Risques naturels
Certaines parties du territoire communal sont susceptibles d’être affectées par le risque d’inondation par débordement de cours d'eau, notamment la Lère et le Candé. La cartographie des zones inondables en ex-Midi-Pyrénées réalisée dans le cadre du XIe Contrat de plan État-région, visant à informer les citoyens et les décideurs sur le risque d’inondation, est accessible sur le site de la DREAL Occitanie. La commune a été reconnue en état de catastrophe naturelle au titre des dommages causés par les inondations et coulées de boue survenues en 1982, 1992, 1999 et 2001,.
Puylaroque est exposée au risque de feu de forêt du fait de la présence sur son territoire . Le département de Tarn-et-Garonne présentant toutefois globalement un niveau d’aléa moyen à faible très localisé, aucun Plan départemental de protection des forêts contre les risques d’incendie de forêt (PFCIF) n'a été élaboré. Le débroussaillement aux abords des maisons constitue l’une des meilleures protections pour les particuliers contre le feu,.

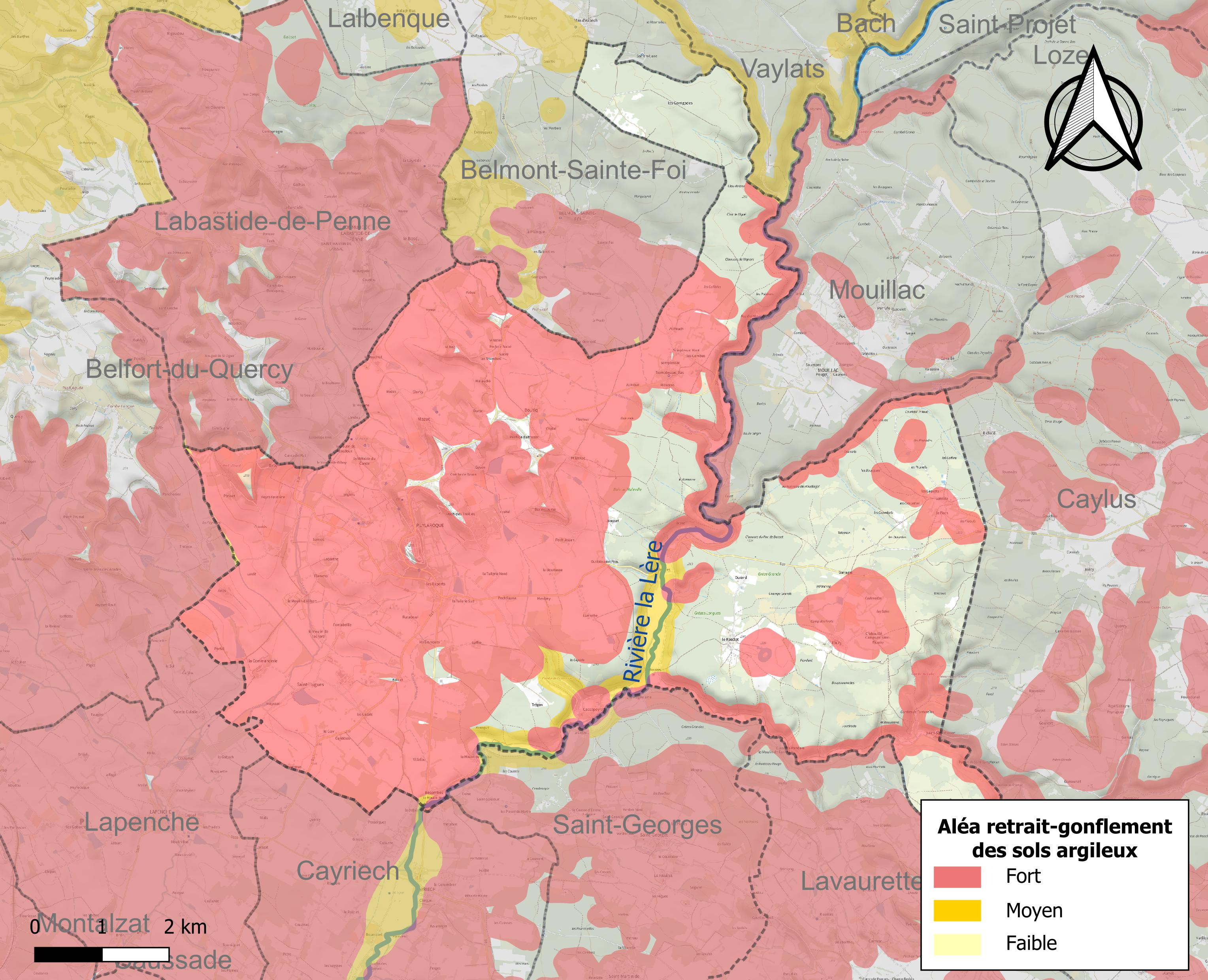
Carte des zones d'aléa retrait-gonflement des sols argileux de Puylaroque.

Les mouvements de terrains susceptibles de se produire sur la commune sont des tassements différentiels.
Le retrait-gonflement des sols argileux est susceptible d'engendrer des dommages importants aux bâtiments en cas d’alternance de périodes de sécheresse et de pluie. 68 % de la superficie communale est en aléa moyen ou fort (92 % au niveau départemental et 48,5 % au niveau national). Sur les 541 bâtiments dénombrés sur la commune en 2019, 476 sont en aléa moyen ou fort, soit 88 %, à comparer aux 96 % au niveau départemental et 54 % au niveau national. Une cartographie de l'exposition du territoire national au retrait gonflement des sols argileux est disponible sur le site du BRGM,.
Par ailleurs, afin de mieux appréhender le risque d’affaissement de terrain, l'inventaire national des cavités souterraines permet de localiser celles situées sur la commune.
Concernant les mouvements de terrains, la commune a été reconnue en état de catastrophe naturelle au titre des dommages causés par la sécheresse en 1989, 1991, 1992, 2002, 2011, 2017 et 2018 et par des mouvements de terrain en 1999.

#### Risques technologiques
Le risque de transport de matières dangereuses sur la commune est lié à sa traversée par des infrastructures routières ou ferroviaires importantes ou la présence d'une canalisation de transport d'hydrocarbures. Un accident se produisant sur de telles infrastructures est susceptible d’avoir des effets graves sur les biens, les personnes ou l'environnement, selon la nature du matériau transporté. Des dispositions d’urbanisme peuvent être préconisées en conséquence.

## Politique et administration

### Liste des maires
| Période                                  | Période  | Identité                         | Étiquette | Qualité |
| ---------------------------------------- | -------- | -------------------------------- | --------- | ------- |
| 1790                                     | 1791     | Antonin Tressens                 |           |         |
| 1791                                     | 1792     | Louis Lacassagne                 |           |         |
| 1792                                     | 1795     | Jean Rescoussié                  |           |         |
| 1795                                     | 1796     | Jean Bastide                     |           |         |
| 1796                                     | 1797     | Joseph Capin                     |           |         |
| 1797                                     | 1798     | Pierre Rescoussié                |           |         |
| 1798                                     | 1800     | Jean Andrieu                     |           |         |
| 1800                                     | 1804     | Joseph Capin                     |           |         |
| 1804                                     | 1815     | Joseph Latreilhe                 |           |         |
| 1815                                     | 1817     | Pierre Louis Labarthe-Pradal     |           |         |
| 1817                                     | 1826     | Jean Jacques Louis Capin         |           |         |
| 1826                                     | 1830     | Pierre Louis Labarthe-Pradal     |           |         |
| 1830                                     | 1834     | Melchior Louis Tressens          |           |         |
| 1834                                     | 1834     | Guillaume Laroque                |           |         |
| 1834                                     | 1837     | Guillaume Joseph Capin           |           |         |
| 1837                                     | 1848     | Jean Pierre Joseph Marie Capin   |           |         |
| 1848                                     | 1852     | Jean Pierre Breil                |           |         |
| 1852                                     | 1857     | Joseph Caudesaigues              |           |         |
| 1857                                     | 1870     | Jean-Etienne Caudesaigues        |           |         |
| 1870                                     | 1873     | Jean Louis Melchior Bastide      |           |         |
| 1873                                     | 1877     | Jean-Etienne Caudesaigues        |           |         |
| 1877                                     | 1878     | Pierre Murat                     |           |         |
| 1878                                     | 1892     | Urbain Hippolyte Sers            |           |         |
| 1892                                     | 1924     | Marie Charles Louis Eugène Capin |           |         |
| 1924                                     | 1925     | Louis Laporte                    |           |         |
| 1925                                     | 1929     | Gabriel Andrieu                  |           |         |
| 1929                                     | 1942     | Guillaume Laurent Loupiac        |           |         |
| 1942                                     | 1944     | Jean Marie Cavaillé              |           |         |
| 1944                                     | 1945     | Jean Freycinet                   |           |         |
| 1945                                     | 1965     | Angély Jean Canihac              |           |         |
| 1965                                     | 1983     | Ismaël Louis Pierre Bessières    |           |         |
| 1983                                     | 1989     | Frédéric Diemer                  |           |         |
| 1989                                     | 2008     | Julien Courdesses                |           |         |
| 2008                                     | 2014     | Pierre Birmes                    |           |         |
| 2014                                     | En cours | Gilles Valette                   |           |         |
| Les données manquantes sont à compléter. |          |                                  |           |         |

### Jumelages
Cutting (Moselle).

## Démographie
L'évolution du nombre d'habitants est connue à travers les recensements de la population effectués dans la commune depuis 1793. Pour les communes de moins de 10 000 habitants, une enquête de recensement portant sur toute la population est réalisée tous les cinq ans, les populations de référence des années intermédiaires étant quant à elles estimées par interpolation ou extrapolation. Pour la commune, le premier recensement exhaustif entrant dans le cadre du nouveau dispositif a été réalisé en 2008.

En 2022, la commune comptait 698 habitants, en évolution de +0,58 % par rapport à 2016 (Tarn-et-Garonne : +3,12 %, France hors Mayotte : +2,11 %).
| 1793  | 1800  | 1806  | 1821  | 1831  | 1836  | 1841  | 1846  | 1851  |
| ----- | ----- | ----- | ----- | ----- | ----- | ----- | ----- | ----- |
| 2 080 | 1 692 | 2 095 | 2 089 | 2 125 | 2 327 | 2 341 | 2 433 | 2 354 |

| 1856  | 1861  | 1866  | 1872  | 1876  | 1881  | 1886  | 1891  | 1896  |
| ----- | ----- | ----- | ----- | ----- | ----- | ----- | ----- | ----- |
| 2 285 | 2 218 | 2 165 | 2 072 | 2 037 | 1 943 | 1 854 | 1 752 | 1 566 |

| 1901  | 1906  | 1911  | 1921 | 1926 | 1931 | 1936 | 1946 | 1954 |
| ----- | ----- | ----- | ---- | ---- | ---- | ---- | ---- | ---- |
| 1 551 | 1 533 | 1 305 | 991  | 928  | 821  | 795  | 809  | 737  |

| 1962 | 1968 | 1975 | 1982 | 1990 | 1999 | 2006 | 2008 | 2013 |
| ---- | ---- | ---- | ---- | ---- | ---- | ---- | ---- | ---- |
| 686  | 629  | 606  | 614  | 580  | 576  | 638  | 656  | 670  |

| 2018 | 2022 | - | - | - | - | - | - | - |
| ---- | ---- | - | - | - | - | - | - | - |
| 701  | 698  | - | - | - | - | - | - | - |

## Économie

### Revenus
En 2018, la commune compte 330 ménages fiscaux, regroupant 690 personnes. La médiane du revenu disponible par unité de consommation est de 18 390 € (20 140 € dans le département).

### Emploi
|                | 2008   | 2013   | 2018   |
| -------------- | ------ | ------ | ------ |
| Commune        | 10,3 % | 8,8 %  | 13,5 % |
| Département    | 8,4 %  | 10,2 % | 10,3 % |
| France entière | 8,3 %  | 10 %   | 10 %   |

En 2018, la population âgée de 15 à 64 ans s'élève à 407 personnes, parmi lesquelles on compte 75,2 % d'actifs (61,7 % ayant un emploi et 13,5 % de chômeurs) et 24,8 % d'inactifs,. Depuis 2008, le taux de chômage communal (au sens du recensement) des 15-64 ans est supérieur à celui de la France et du département.
La commune fait partie de la couronne de l'aire d'attraction de Montauban, du fait qu'au moins 15 % des actifs travaillent dans le pôle,. Elle compte 115 emplois en 2018, contre 131 en 2013 et 132 en 2008. Le nombre d'actifs ayant un emploi résidant dans la commune est de 255, soit un indicateur de concentration d'emploi de 45,3 % et un taux d'activité parmi les 15 ans ou plus de 52,6 %.
Sur ces 255 actifs de 15 ans ou plus ayant un emploi, 81 travaillent dans la commune, soit 32 % des habitants. Pour se rendre au travail, 82,4 % des habitants utilisent un véhicule personnel ou de fonction à quatre roues, 1,2 % les transports en commun, 7,9 % s'y rendent en deux-roues, à vélo ou à pied et 8,6 % n'ont pas besoin de transport (travail au domicile).

### Activités hors agriculture

#### Secteurs d'activités
66 établissements sont implantés  à Puylaroque au 31 décembre 2019. Le tableau ci-dessous en détaille le nombre par secteur d'activité et compare les ratios avec ceux du département,.
| Secteur d'activité                                                                                        | Commune | Commune | Département |
| Secteur d'activité                                                                                        | Nombre  | %       | %           |
| --- | ------- | ------- | ----------- |
| Ensemble                                                                                                  | 66      | 100 %   | (100 %)     |
| Industrie manufacturière, industries extractives et autres                                                | 7       | 10,6 %  | (9,6 %)     |
| Construction                                                                                              | 15      | 22,7 %  | (14,9 %)    |
| Commerce de gros et de détail, transports, hébergement et restauration                                    | 15      | 22,7 %  | (29,7 %)    |
| Information et communication                                                                              | 2       | 3 %     | (1,9 %)     |
| Activités financières et d'assurance                                                                      | 1       | 1,5 %   | (3,4 %)     |
| Activités immobilières                                                                                    | 3       | 4,5 %   | (3,3 %)     |
| Activités spécialisées, scientifiques et techniques et activités de services administratifs et de soutien | 5       | 7,6 %   | (14,1 %)    |
| Administration publique, enseignement, santé humaine et action sociale                                    | 12      | 18,2 %  | (13,6 %)    |
| Autres activités de services                                                                              | 6       | 9,1 %   | (9,3 %)     |

Le secteur du commerce de gros et de détail, des transports, de l'hébergement et de la restauration est prépondérant sur la commune puisqu'il représente 22,7 % du nombre total d'établissements de la commune (15 sur les 66 entreprises implantées  à Puylaroque), contre 29,7 % au niveau départemental.

#### Entreprises et commerces
Les deux entreprises ayant leur siège social sur le territoire communal qui génèrent le plus de chiffre d'affaires en 2020 sont : 
- Pharmacie Du Trebuchet, commerce de détail de produits pharmaceutiques en magasin spécialisé (953 k€)
- EURL LRF, production d'électricité (147 k€)

### Agriculture
La commune est dans les Causses du Quercy, une petite région agricole située dans l'est du département de Tarn-et-Garonne. En 2020, l'orientation technico-économique de l'agriculture  sur la commune est la polyculture et/ou le polyélevage.
|               | 1988  | 2000  | 2010  | 2020  |
| ------------- | ----- | ----- | ----- | ----- |
| Exploitations | 58    | 36    | 29    | 32    |
| SAU (ha)      | 1 513 | 1 541 | 1 241 | 1 126 |

Le nombre d'exploitations agricoles en activité et ayant leur siège dans la commune est passé de 58 lors du recensement agricole de 1988  à 36 en 2000 puis à 29 en 2010 et enfin à 32 en 2020, soit une baisse de 45 % en 32 ans. Le même mouvement est observé à l'échelle du département qui a perdu pendant cette période 57 % de ses exploitations,. La surface agricole utilisée sur la commune a également diminué, passant de 1 513 ha en 1988 à 1 126 ha en 2020. Parallèlement la surface agricole utilisée moyenne par exploitation a augmenté, passant de 26 à 35 ha.

## Vie pratique

### Enseignement
École primaire Jean Moulin (80 élèves).

### Santé
Une pharmacie, un médecin, des infirmières, une kinésithérapeute.

### Culture
Une médiathèque et un grand choix d'associations.

### Services
Des commerçants, un bureau de poste.

## Culture locale et patrimoine

### Lieux et monuments
Architecture sacrée
- Église Saint-Jacques de Puylaroque du XIIe - XIIIe siècle. L'édifice a été inscrit au titre des monuments historiques en 1927[46]. De nombreux objets sont référencés dans la base Palissy (voir les notices liées)[46].
- Église Saint-Hugues de Saint-Hugues.
- Église Saint-Jean-Baptiste de Mazerac.
- Chapelle Saint-Symphorien du XIIe siècle - XIVe siècle. L'édifice a été inscrit au titre des monuments historiques en 1948[47].

Architecture civile
- Plusieurs maisons gothiques.
- Château d'eau de la fin du XIXe début XXe siècle appelé « Pech Calem »[48]. Ce château d'eau est toujours en service de nos jours : il alimente Puylaroque en eau potable depuis les nappes aquifères situées dans le sous-sol calcaire.
- L'ancienne gendarmerie de Puylaroque, située au cœur du village, est aujourd'hui une propriété privée. La façade a été recrépie en 2006 grâce à un enduit à la chaux, afin de protéger les pierres utilisées pour la construction de la bâtisse originelle. Au XIXe siècle, la maison était une gendarmerie (création de la maison vers 1870). On peut encore distinguer les différentes parties de la maison (écuries, bâtiment principal destiné à l'administration). Enfin, la maison a été une boucherie-charcuterie jusqu'au milieu des années 1980, dont la vitrine a été démolie lors de la réfection de la façade en 2006.

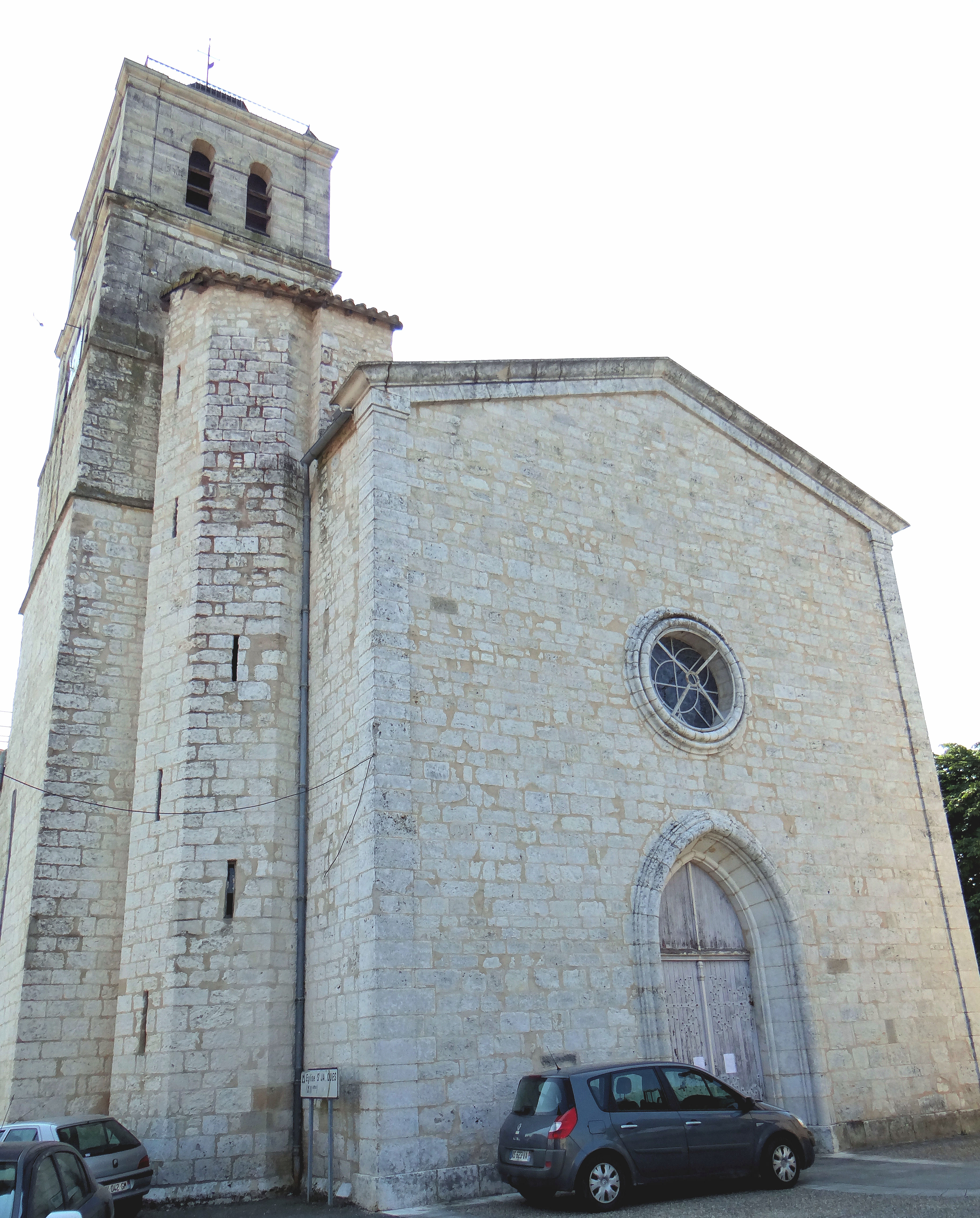
Église Saint-Jacques
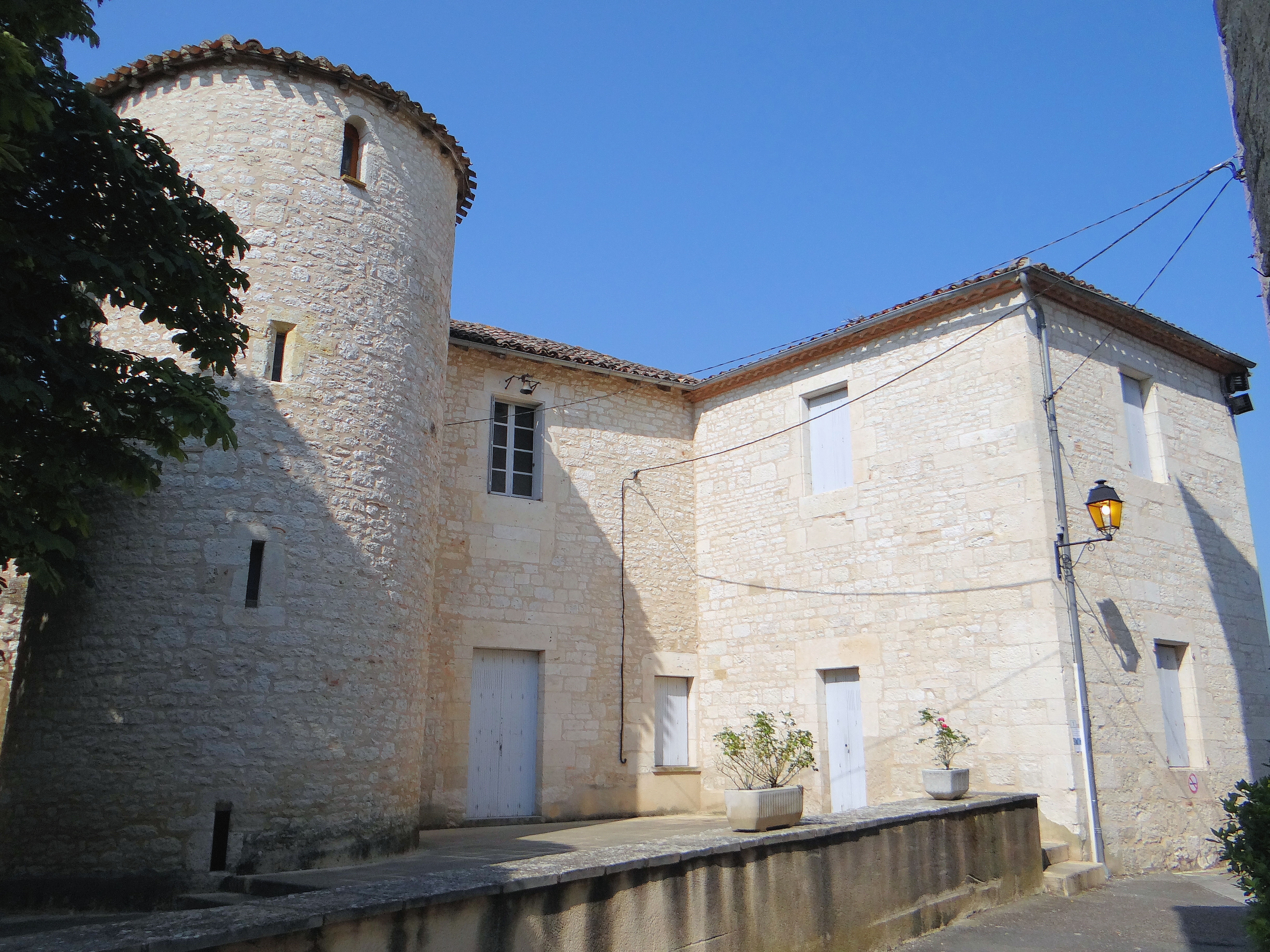
La citadelle
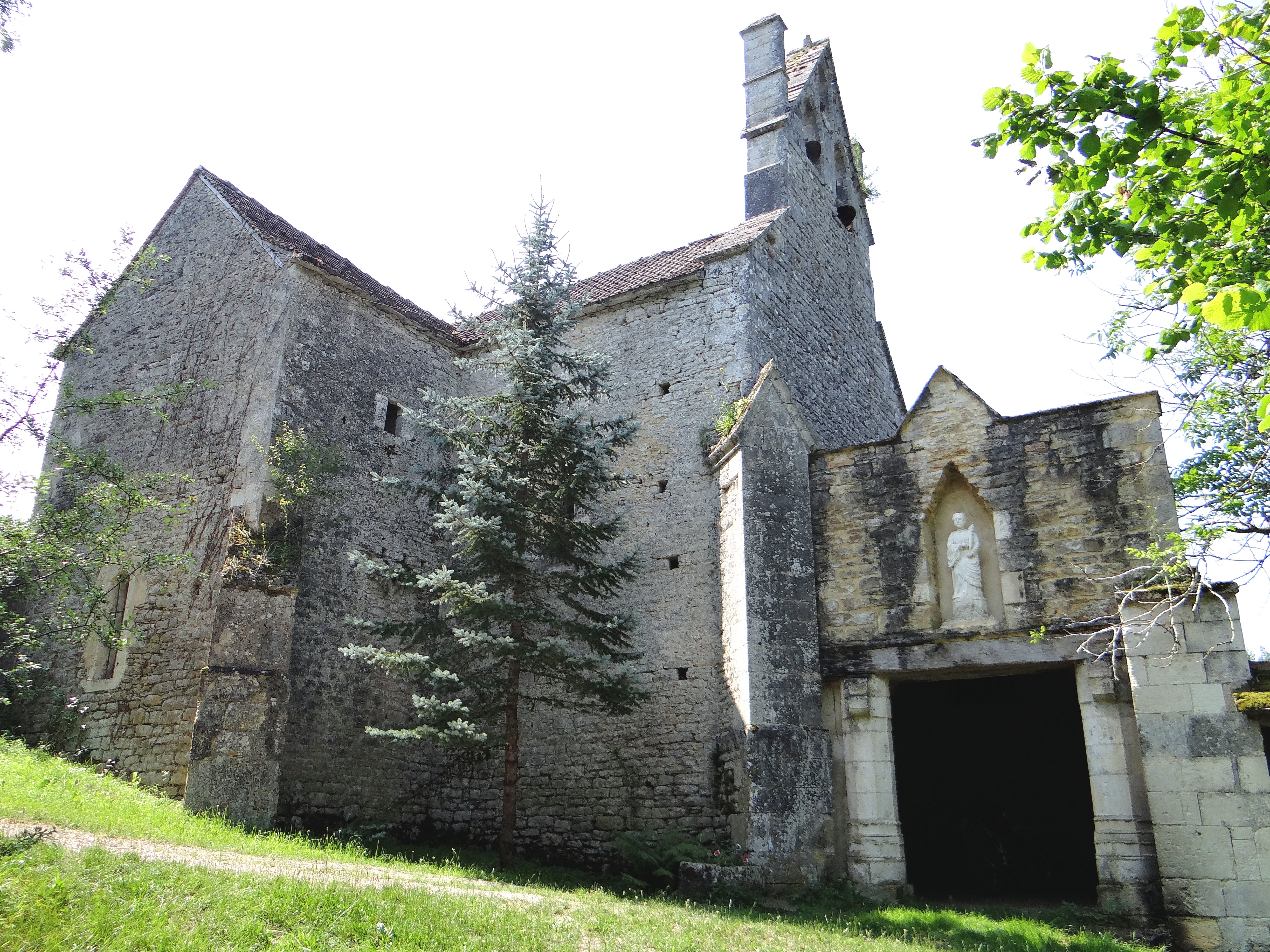
Chapelle Saint-Symphorien
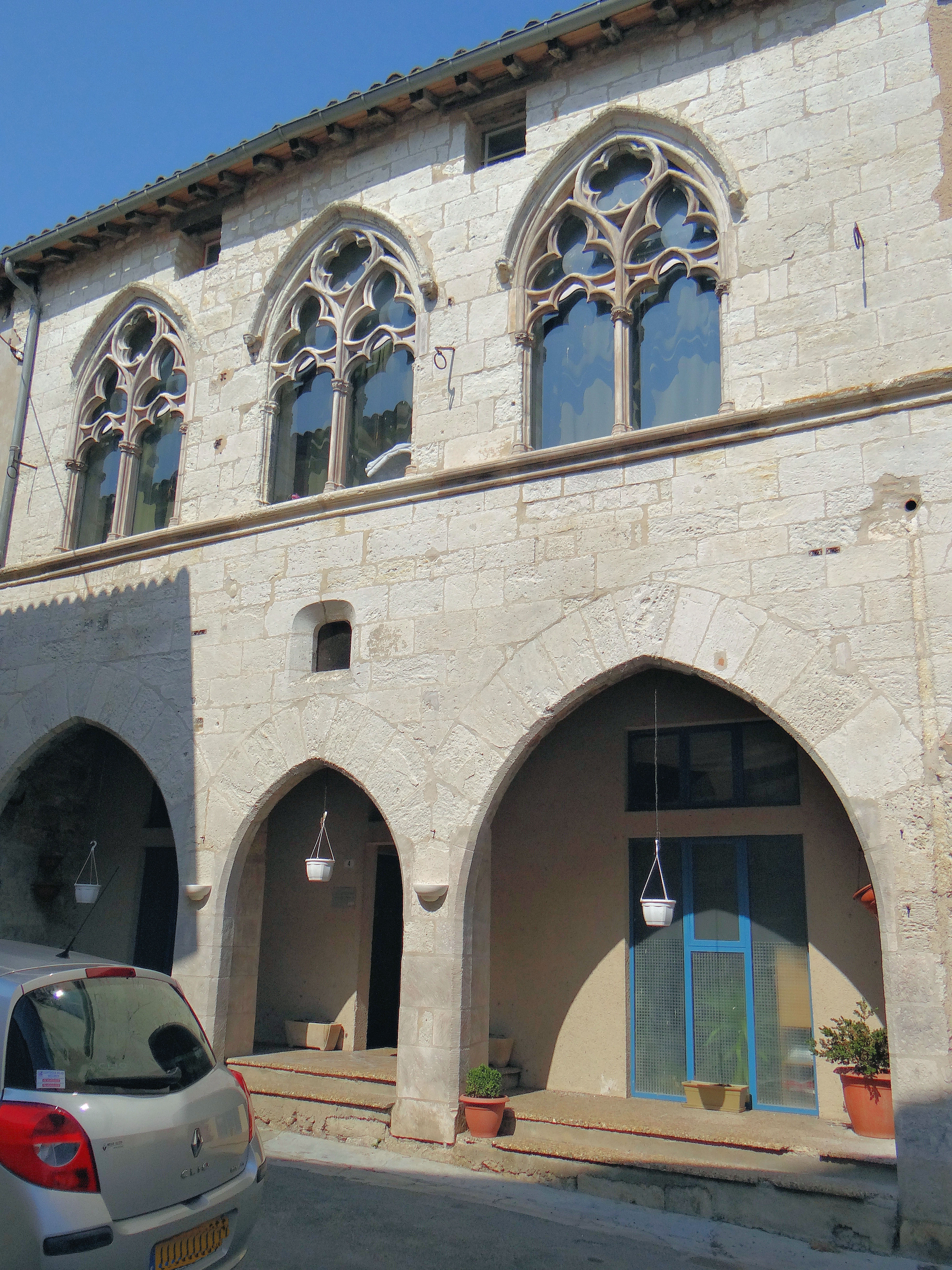
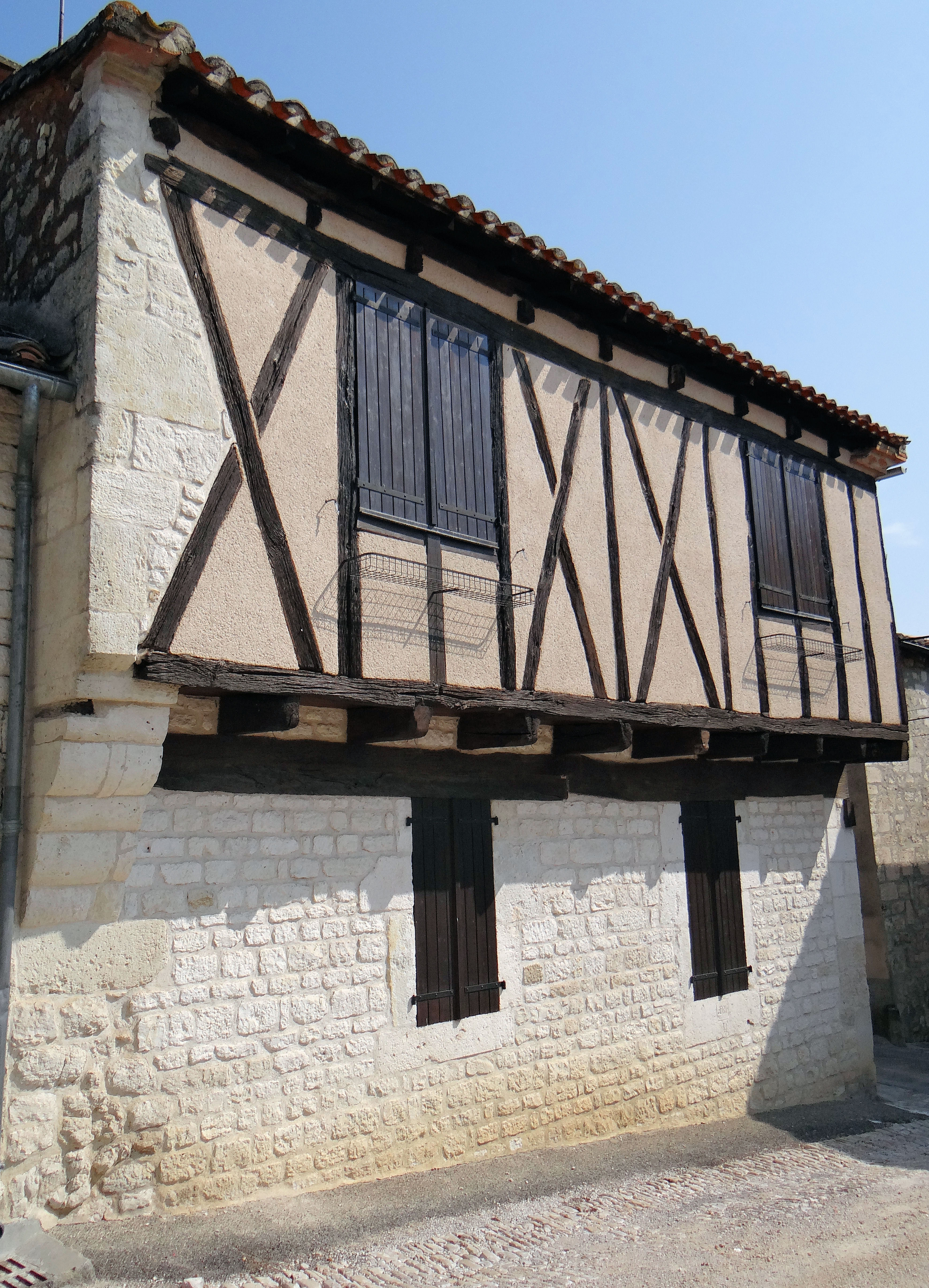

### Personnalités liées à la commune
- Famille de Cardaillac.
- Georges Delrieu (1919-1944), officier de la 1re DFL, Compagnon de la Libération, Mort pour la France le 5 juin 1944 au Ponte Lucano près de Tivoli.
- Jean Bonhomme (1924-2020) : homme politique né à Puylaroque.

### Héraldique
| Blason de Puylaroque | Blason  | D'azur au puits d'argent, maçonné de sable, posé sur une roche aussi d'argent. |
| Blason de Puylaroque | Détails | Le statut officiel du blason reste à déterminer.                               |